# Madivaruhuraa
Pour les articles homonymes, voir Madivaru.
Madivaruhuraa est une petite île inhabitée des Maldives. Son nom signifie « île de la raie ». 

## Géographie
Madivaruhuraa est située dans le centre des Maldives, à l'Est de l'atoll Nilandhe Nord, dans la subdivision de Faafu. 